# 蛹

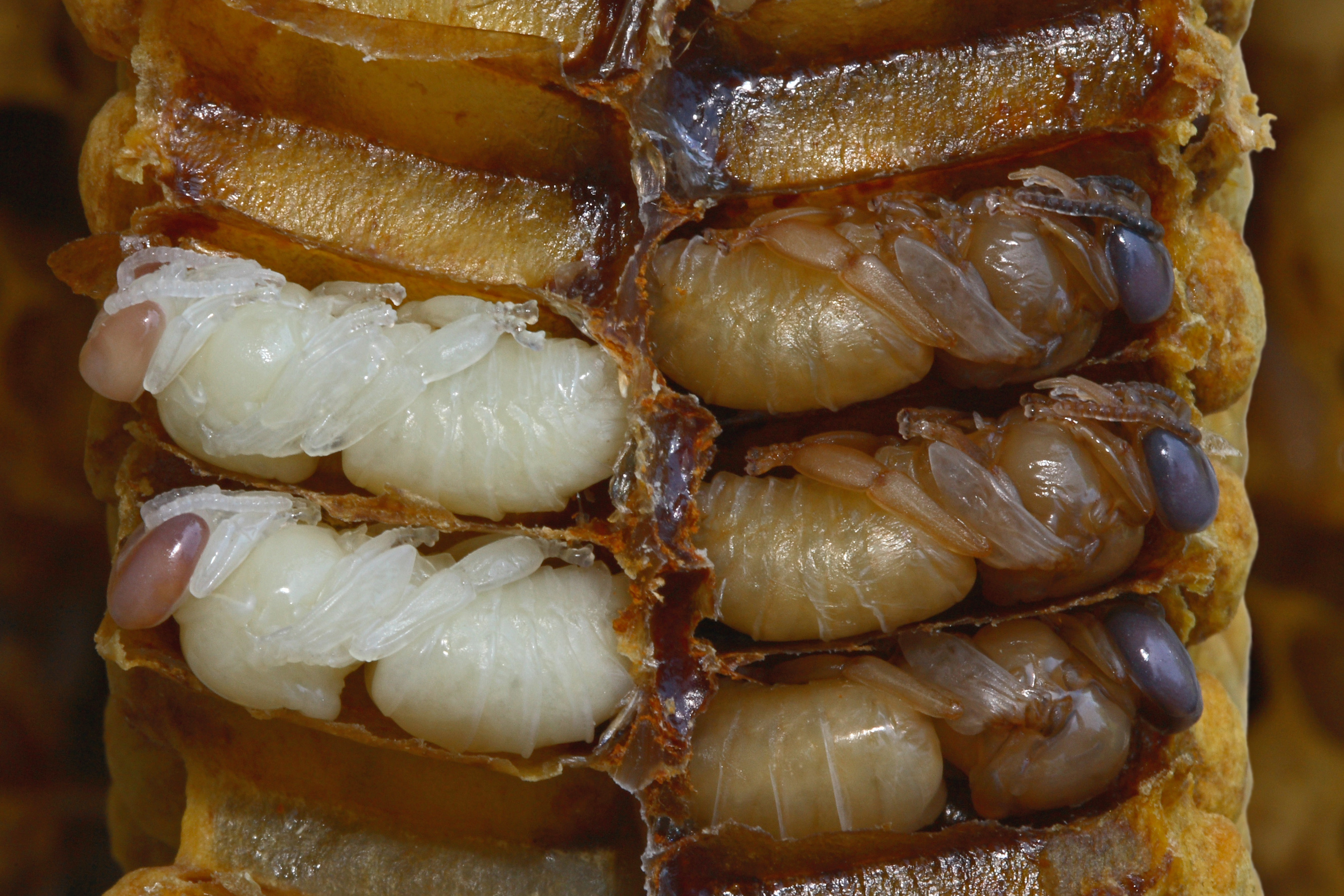
西方蜜蜂的蛹

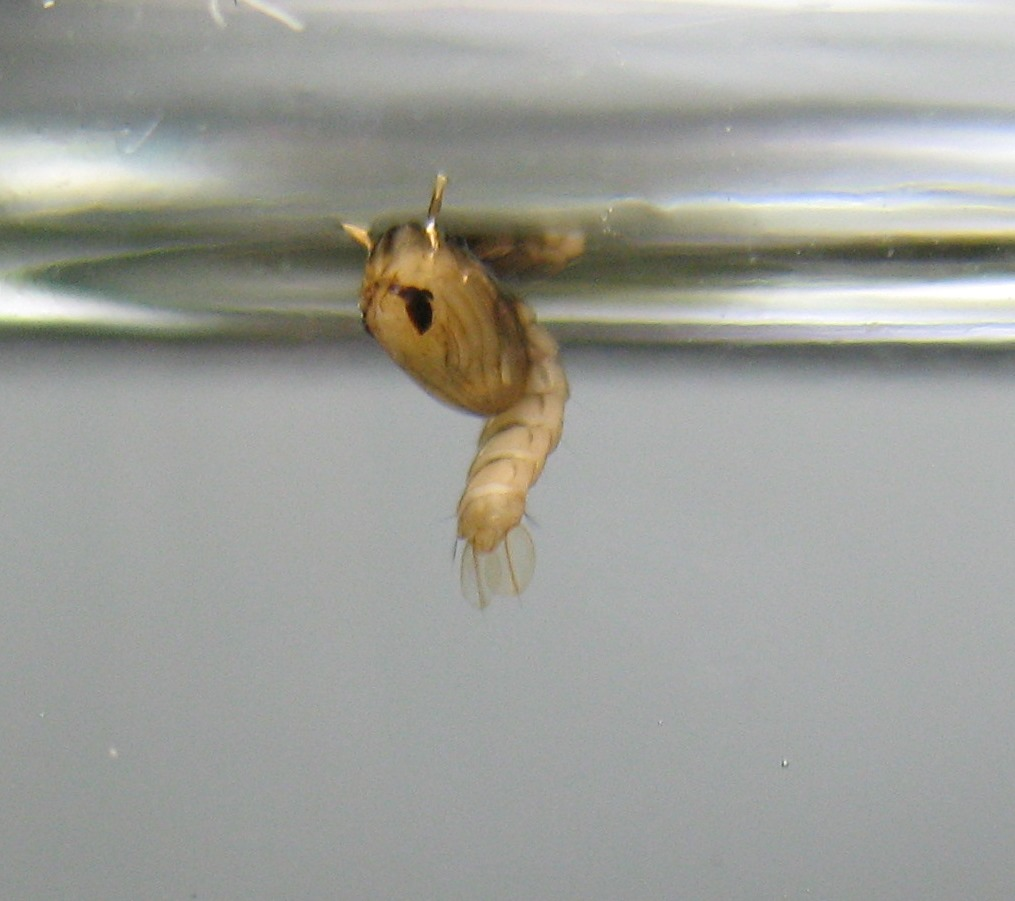
蚊蛹。与大多数蛹不同，蚊蛹会积极游动

蛹是指一些昆虫从幼虫变化到成虫的一种过渡形态。這個階段只會在完全變態的昆蟲出現，如蝴蝶及蛾（鱗翅目）、甲蟲（鞘翅目）、蒼蠅（雙翅目）與蜂、黃蜂及螞蟻（膜翅目）。這個階段是在幼蟲後及成蟲前出現，成年昆蟲的體形會在這個階段生成，而幼蟲的體形結構則會瓦解。大部份的蛹都是固定的（但蚊的蛹會游泳），且有著堅硬的保護外殼。

## 分類
蛹分成三類，分別為：
- 離蛹：亦稱自由蛹，樣子長得跟成蟲差不多，有點活動能力，會翻來翻去。如蜂或甲蟲的蛹。
- 被蛹：翅和附肢都被包在一層膜中，活動能力極為有限（蚊蛹除外）。如蝴蝶、蛾、蚊的蛹（蚊蛹實際上歸類於此，其顏色透明，類似離蛹，能輕易穿透蛹身看見內部結構）。
- 圍蛹：本質是離蛹，但化蛹時蛹體會被末齡的幼蟲硬皮包著，幼蟲在硬皮內蛻變成蛹。蒼蠅的蛹是一例（部份蠅科的蛹，例如果蠅的蛹，顏色較透明，與蚊蛹一樣皆能看見內部結構）。

## 過程

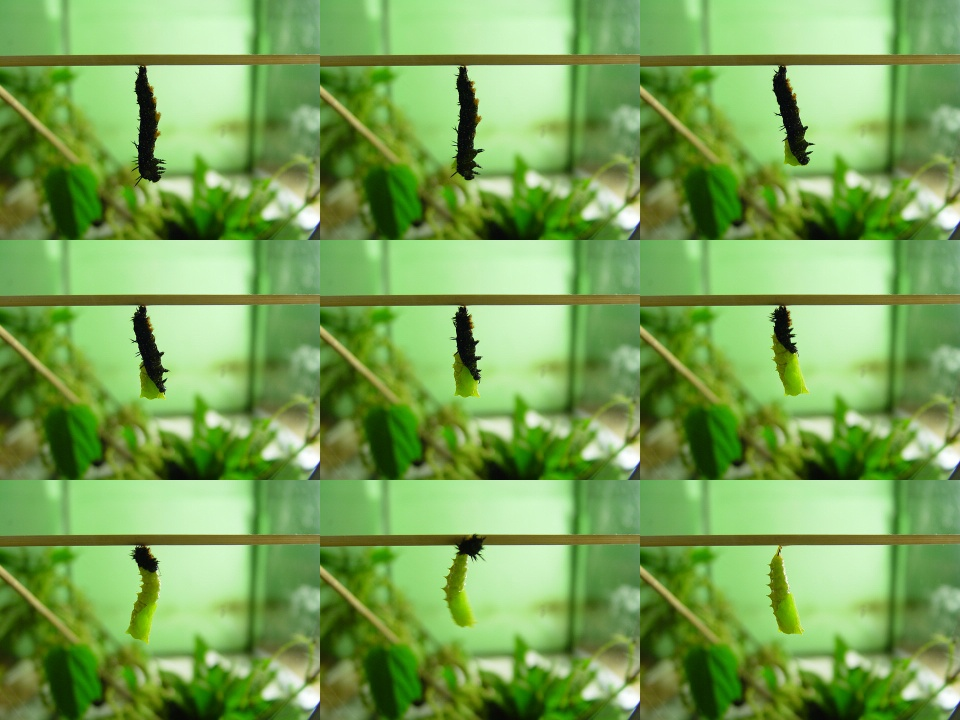
孔雀蛺蝶化蛹的情況

蝴蝶的蝶蛹就是一個蛹的例子，它是以毛蟲所分泌的絲狀墊及一系列在腹部的鉤連繫在平面上，例如樹、建築物外牆。蛾的蛹卻多是深色，並且藏於地底下，部份蛾的幼蟲會分泌蟲絲織成繭，或是藏於樹葉堆下。成蟲後，昆蟲會用牠們的荷爾蒙將蛹分開。就如蛾的成蟲，會將繭割開，或是以分泌物將繭軟化。許多蛾的毛蟲會將牠們刺激性的螫毛殘留在繭上，藉此保護牠們不會在蛹期時受到攻擊。
這個過程可以會很短，就如王蝶就只需2星期完成整個過程。蚊的蛹更只需一至四天便羽化。有些蛹的過程會進入休眠，避開冬季等日子，等待適合的季節。

## 醫療

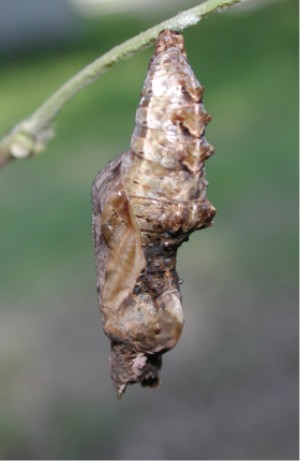
銀紋紅毒蝶的蛹

### 蠶蛹
蠶蛹为蚕到蚕蛾蜕变的中间状态，油炸蠶蛹是一道菜餚，是下酒的佐菜。“清水蠶蛹湯”，有養顏健腎之效。中医认为，蚕蛹性平味甘，具有祛风、健脾、止消渴、镇惊安神、益精助阳等功效。蠶蛹約在5-15天後孵出。

### 蜂蛹
蜂蛹、蝶蛹亦可食用，在中國食用蜂蛹歷史久遠，《礼记·内则》载“蜩、（蜂）鲜之，人君燕食。”，后汉张机的《神农本草经》中载有“蜂子味甘、平；主风头，除蛊（最毒的虫子）毒，补虚赢伤中（内脏），久服令人光泽，好颜色不老”，唐朝劉恂的《蛉表錄異》提到“宣歙人好食蜂兒。”載有取食蜂子的方法。梁代《名医别录》中写道：“将蜂子酒渍后敷面令人悦白；蜂子能轻身益气，治心腹痛、面目黄；蜂子主治丹毒、风疹、腹内留热，利大小便，去浮血，下汁乳，蜂女带下病。”宋朝蘇頌《圖經本草》說：“在蜜脾中，如蠶蛹而白色。嶺南人取頭足未成者，油炒食之。”元吴瑞《食用本草》称“缫丝后蛹子，今人食之，呼小蜂儿。”有所謂的蜂蛹酒，內含人參、鹿茸、黃芪、阿膠等中藥。

### 蟬蛹
亦有食用蟬蛹（cicada pupa）、蟬蛻（cicada nymph、cicada slough）。

## 外部連結
- 蟬蛻 Chantui （页面存档备份，存于） 中藥材圖像數據庫 (香港浸會大學中醫藥學院)